# Residencias Tequendama
Residencias Tequendama es un rascacielos residencial ubicado en la ciudad de Bogotá, la capital de Colombia. Fue diseñado en estilo racionalista, mide 120 metros de altura y tiene 30 pisos. Fue construido en 1978 en el Centro Internacional  de la ciudad, en la Carrera Décima con calle 27. Es el 18° edificio más alto de la ciudad.

## Sitio
La torre se encuentra en el Centro Internacional Tequendama, vecina del Edificio Bavaria y del Hotel Tequendama.

## Acontecimientos
- Atentado al edificio Residencias Tequendama